# Love Sculpture
Love Sculpture (początkowo także The Human Beans) – brytyjski zespół rockowy założony przez Dave'a Edmundsa w 1966, rozwiązany w 1970.
Zespół w przeważającej mierze grał cudze kompozycje, jednak w świetnych i niepowtarzalnych aranżacjach okraszonych gitarową wirtuozerią Edmundsa. Były to głównie standardy bluesowe i rhythm and bluesowe (pierwszy album), a także piosenki rock and rollowe i utwory klasyczne np. Farandole Bizeta i wylansowana jako przebój elektryczna wersja Tańca z Szablami Arama Chaczaturiana. Po rozpadzie Zespołu Dave Edmunds kontynuował karierę solową.

## Skład
- Dave Edmunds – gitara, śpiew
- John Williams – gitara basowa
- Bob Jones – perkusja

## Dyskografia
- Blues Helping -Parlophone 1968
- Forms And Feelings - Parlophone 1969
- Classic Tracks 1968 - 1972 (Dave Edmunds And Love Sculpture) – One -Up 1974 (kompilacja,zawiera 4 nagrania solowe Edmundsa)
- The Dave Edmunds & Love Sculpture Single's A's & B's - Harvest Hertiage 1980 (kompilacja singli zawierająca 2 wczesne nagrania sygnowane nazwą The Human Beens, 10 nagrań Love Sculpture i 8 Dave Edmunds Rockepile)